# Balma de les Paretetes
La Balma de les Paretetes és un jaciment arqueològic d'època paleolítica al terme municipal de l'Albagés, (Les Garrigues), inclòs a l'Inventari del Patrimoni Arqueològic i Paleontològic de Catalunya.
Aquest jaciment arqueològic s'ha interpretat com un abric d'habitació sense estructures. Cronològicament s'ha vinculat a contextos de l'Epipaleolític (-9000 / -5000). És en una balma de roca conglomerada, a la vall del riu Set. La balma s'ubica a un terreny erm i està voltada per camps de conreu plantats d'ametllers i oliveres. La part exterior de la balma està afectada per l'activitat de l'erosió pluvial. El jaciment va ser descobert l'any 1977 pel Grup de Recerques Arqueològiques la Femosa. L'any 1984 es va documentar una sèrie de troballes arqueològiques. El conjunt de materials recuperat a la Balma de les Paretetes està conformat per unes quantes peces de sílex (dues rascadores, dos raspadors, tres làmines de vora rebaixada) i algunes ascles sense retocar. Visites recents no han registrat cap resta arqueològica en superfície. Actualment aquest conjunt es troba al Museu Local Arqueològic d'Artesa de Lleida.